# Hugo Rendler
Hugo Rendler (* 1957 in Stühlingen, Baden-Württemberg) ist ein deutscher Hörspiel-, Drehbuch-, Roman- und Theaterautor.

## Leben
Nach einer Lehre als Krankenpfleger machte Rendler das Abitur auf dem zweiten Bildungsweg. Er studierte dann Mathematik und Philosophie. Als freier Autor verfasste Rendler ab 1999 Hörspiele für die deutschen Sender SWF, SWR, Radio Bremen und den Schweizer Sender DRS Zürich. Zudem ist er Autor von gesendeten Unterhaltungsszenen, Drehbüchern und Theaterstücken. Er veröffentlichte 2004 bis 2009 die Düllenbacher Romantrilogie. Das Kindermusikhörspiel “Gugu” erschien im 2007 im Fidula-Verlag.
Hugo Rendler lebt in Ihringen am Kaiserstuhl, ist verheiratet und Vater zweier Kinder.

## Hörfunk-Szenen
- ab 1989 Rudi Ruderers Erlebnisse, mit Martin Schley; SWF-Freiburg
- ab 1990 Hilde & Gustav; Unterhaltungsszenen mit Klärli Menzel & Wolf Leppert; SWF-Freiburg
- 1992 Franz & Michelle; Radio-Szenen, zusammen mit Huguette Dreikaus; SWR-Freiburg
- ab 1999 Zahnarztpraxis Dr. Pauly, Unterhaltungsszenen mit Heidi Knoblich & Hubertus Gertzen; SWF-SWR-Freiburg, Regie Klaus Gülker
- ab 1999 Hoch & Heilich, Unterhaltungsszenen mit Sigi Schwarz & Klaus Spürkel; SWR-Freiburg, Regie Klaus Gülker
- ab 2013 Morgengeschichten, SRF 1 (Zürich), Regie Lukas Holliger

## Hörspiele
- 1988 Kleine Verwirrung, SWF Freiburg; Regie Mathias Spranger
- 1989 Zornigel, SWF Freiburg
- 1993 Harry Hallers erste Leiche, Kriminalhörspiel SDR Stuttgart
- 1994 Plötzlicher Herztod, Kriminalhörspiel SDR Stuttgart
- 1994 Dä Sepp Murer wett a sinärä Schweschter Annämarie zum Geburtstag gratäliärä DRS ZÜRICH (Regie: Barbara Schlumpf; Zonser Hörspielpreis)
- 1999 Walter Fink oder die Erbschaft; SWR Freiburg; 2. Preis Zonser Hörspieltage
- 2003 Wirren im Stollen (Fallers-Serie im 3. Fernsehprogramm, die Familiengeschichte eines Schwarzwaldhofes. Zwischen der 372. und der 373. Folge steht dieses ganz besondere Hörspiel. Filmhandlung und Hörspiel gehen nahtlos ineinander über)
- 2003 Kommando Wauzi, SWR Freiburg 2. Preis Zonser Hörspieltage
- 2007 1.Guggu und das Schnuppertuch, KinderMusikHörSpiel; Fidula Verlag, mit Uli Führe und Michael Summ
- 2007 2.Guggu in der Stadt, KinderMusikHörSpiel; Fidula Verlag, mit Uli Führe und Michael Summ
- 2008 3.Inas Geburtstag, KinderMusikHörSpiel; Fidula Verlag, mit Uli Führe und Michael Summ
- 2010 Finkbeiners Geburtstag, Radio-Tatort 27, SWR
- 2010 Sinti-Jazz, Radio Tatort 34, SWR
- 2010 It's your turn, Krimikomödie WDR
- 2011 Düsse Petersens, Familienreihe Folge 4: Urlaubsreif, Nordwestradio
- 2012 Dazwischen, Co-Produktion SWR-Freiburg, DRS Zürich; Regie: Mark Ginzler
- 2012 Düsse Petersens, Familienreihe Folge 7: Bereitschaft, Nordwestradio
- 2013 Ewigs Gwind, mit Martin Schley; SWR Baden-Baden; Regie: Mark Ginzler
- 2013 Düsse Petersens, Familienreihe Folge 10: Hip-Hop, Nordwestradio
- 2014 Düsse Petersens, Familienreihe Folge 15: Seelenverwandt, Nordwestradio
- 2014 Der Zitterer, Hörstück, Regie: Kirstin Petri, SWR
- 2015 Brändles Nichte, Radio Tatort, Regie: Mark Ginzler, SWR
- 2015 Düsse Petersens, Familienreihe Folge 18: El Condor pasa, Nordwestradio
- 2016 Sterben kann jeder, Radio Tatort, Regie: Mark Ginzler, SWR
- 2017 Volltreffer, Radio Tatort, SWR, Regie: Alexander Schuhmacher, mit Ueli Jäggi, Karoline Eichhorn, Matti Krause, Ursendung 20. Februar 2017
- 2017 Ende der Schonzeit, Radio Tatort, SWR, Regie: Alexander Schuhmacher, mit Ueli Jäggi, Karoline Eichhorn, Matti Krause, Ursendung 13. September 2017[2]
- 2018 Handicap 55, Radio Tatort, Regie: Alexander Schuhmacher, SWR

## Theaterarbeiten
- 1999 Tod in Baden; Kumedi in Riegel
- 2007 Swatte Hochtied; Ohnsorgtheater Hamburg
- 2008 Stimme der Balken  1. Teil der Mysterienspieltrilogie -Stimme der...-; Freilichtmuseum Vogtsbauernhof
- 2010 Stimme der Steine  2. Teil der Mysterienspieltrilogie -Stimme der...-, Freilichtmuseum Vogtsbauernhof
- 2013 Stimme der Igel    3. Teil der Mysterienspieltrilogie -Stimme der...-, Freilichtmuseum Vogtsbauernhof

## Filmografie
- 2007: Schwarze Hochzeit
- seit 1993 -Die Fallers- einzelne Folgen SWR

## Prosa
Düllenbacher Romantrilogie
- 2004 Zeit der kurzen Hosen
- 2007 Zeit der kurzen Röcke
- 2009 Zeit der kurzen Nächte

* Das 2. Düllenbacher Heimatmuseum:
- 2011 BUBI als E-Book Amazon Kindle Edition und als Rolle
- 2011 Schnuppertage in Seleen, Roman; Arbeitsstipendium Förderkreis Deutscher Schriftsteller in Ba-Wü